# Стригова (ријека)
Стригова је поткозарска и кнешпољска ријека, притока Уне. Дуга је 12 km. Извире у насељу Стригова испод планине Пастирево, а у Уну се улива код Мракодола. Њене лијеве притоке су: Мекиња и Бекеринац, а десне: Стојнићев поток, поток Студена, Рисојевића јарак, Јабланац, Палешки, Цвикића јарак и Пилиповића јарак.

## Природно мријестилиште
Стригова је природно мријестилиште риба. Јединствена је по природном феномену мријештења рибе шкобаљ (подуст), који сваке године у априлу из ријека Саве и Сане плива узводно у Уну, а из Уне 2 km узводно у Стригову гдје се мријести. Мријештење шкобаља у кориту Стригове траје 10 дана, након чега се враћа у Саву, Сану и Уну. Поред шкобаља, у Стригови се мријесте младица и клен.